# Cremastus russulus
Cremastus russulus är en stekelart som beskrevs av Dasch 1979. Cremastus russulus ingår i släktet Cremastus och familjen brokparasitsteklar. Inga underarter finns listade i Catalogue of Life.